# Associazione Sportiva Bari 1955-1956
Questa pagina raccoglie le informazioni riguardanti l'Associazione Sportiva Bari nelle competizioni ufficiali della stagione 1955-1956.

## Stagione
Nella stagione 1955-1956 il Bari disputò il settimo campionato di Serie B della sua storia.

## Divise
| 1ª divisa |

## Organigramma societario
Fonte:
Area direttiva
- Presidente: Achille Tarsia Incuria

Area tecnica
- Direttore Sportivo: Lello Del Rosso
- Allenatore: Francesco Capocasale
- Secondo allenatore: ?
- Accompagnatore: comm. Angelo Albanese

Area sanitaria
- Medico sociale: dott. Domenico Ambruosi / dott. Giovanni Mele per un periodo del 1955
- Medico: Tuccino Accettura

## Rosa
| N. |                   | Ruolo | Calciatore            |
| -- | ----------------- | ----- | --------------------- |
|    | Italia (bandiera) | P     | Emilio Buttarelli     |
|    | Italia (bandiera) | P     | Nello Orlandi         |
|    | Italia (bandiera) | D     | Romualdo Dalla Libera |
|    | Italia (bandiera) | D     | Luciano Gariboldi     |
|    | Italia (bandiera) | D     | Tommaso Maestrelli    |
|    | Italia (bandiera) | D     | Giovanni Romano       |
|    | Italia (bandiera) | C     | Antonio Cancellieri   |
|    | Italia (bandiera) | C     | Lorenzo Cappa         |
|    | Italia (bandiera) | C     | Elio Grani            |
|    | Italia (bandiera) | C     | Lando Macchi          |

| N. |                   | Ruolo | Calciatore           |
| -- | ----------------- | ----- | -------------------- |
|    | Italia (bandiera) | A     | Eros Baccalini       |
|    | Italia (bandiera) | A     | Ettore Bertoni (III) |
|    | Italia (bandiera) | A     | Luigi Bretti         |
|    | Italia (bandiera) | A     | Romano Farinelli     |
|    | Italia (bandiera) | A     | Livio Filiput        |
|    | Italia (bandiera) | A     | Giuseppe Logaglio    |
|    | Italia (bandiera) | A     | Mario Mazzoni        |
|    | Italia (bandiera) | A     | Aldo Novelli         |
|    | Italia (bandiera) | A     | Giorgio Piziolo      |
|    | Italia (bandiera) | A     | Eder Rigonat         |

## Risultati

### Serie B

#### Girone d'andata
| Arbitro: | Lo Bello (Siracusa) |

|                          |           |  |
| Bretti 30’ Gariboldi 59’ | Marcatori |  |

| Arbitro: | Campanati (Milano) |

|                                 |           |                                                |
| Baccalini 22’ (rig.) Bretti 80’ | Marcatori | 20’ Veglianetti 44’, 50’ Ferrari 90’ Ferrarese |

| Arbitro: | Smorto (Reggio Calabria) |

|               |           |            |
| Scarascia 14’ | Marcatori | 25’ Bretti |

| Arbitro: | Marchese (Napoli) |

|  |           |               |
|  | Marcatori | 79’ Gasparini |

| Arbitro: | Alterio (Roma) |

|                          |           |  |
| Menegotti 78’ Secchi 81’ | Marcatori |  |

| Arbitro: | Caputo (Napoli) |

|  |           |           |
|  | Marcatori | 7’ Bretti |

| Arbitro: | Lo Bello (Siracusa) |

|                 |           |  |
| Bertoni III 68’ | Marcatori |  |

| Arbitro: | Marchetti (Milano) |

|            |           |  |
| Taccola 2’ | Marcatori |  |

| Arbitro: | Ferrari (Milano) |

|  |           |             |
|  | Marcatori | 55’ Maselli |

| Arbitro: | Adami (Roma) |

|                                      |           |            |
| Redegalli 6’ Marchetto 50’ Nardi 60’ | Marcatori | 36’ Bretti |

| Arbitro: | Grignani (Milano) |

|                                           |           |               |
| Cappa 64’ Baccalini 73’ (rig.) Bretti 85’ | Marcatori | 66’ Silvestri |

| Arbitro: | Alterio (Roma) |

|            |           |                                          |
| Caprile 7’ | Marcatori | 15’ Cappa 54’ (aut.) Parodi 82’ Logaglio |

| Arbitro: | De Marchi (Pordenone) |

|                        |           |           |
| Cappa 86’ Logaglio 88’ | Marcatori | 30’ Marra |

| Arbitro: | Marchese (Napoli) |

|               |           |  |
| Nicoletti 47’ | Marcatori |  |

| Arbitro: | Guarnaschelli (Pavia) |

|                                 |           |                               |
| Ghersetich 24’, 86’ Regalia 74’ | Marcatori | 22’ Baccalini 36’, 61’ Bretti |

| Arbitro: | Boati (Milano) |

|                              |           |          |
| Baccalini 12’, 21’ Cappa 35’ | Marcatori | 74’ Erba |

| Arbitro: | Marchetti (Milano) |

|                                      |           |                              |
| Bertoni III 16’ Baccalini 88’ (rig.) | Marcatori | 47’, 72’ Spikofski 60’ Klein |

#### Girone di ritorno
| Arbitro: | Boati (Milano) |

|            |           |  |
| Foglia 18’ | Marcatori |  |

| Arbitro: | Famulari (Messina) |

|                                 |           |  |
| Bordignon 5’ (rig.) Giorgis 20’ | Marcatori |  |

| Arbitro: | Smorto (Reggio Calabria) |

|                   |           |  |
| Baccalini 5’, 90’ | Marcatori |  |

| Arbitro: | Bartolomei (Roma) |

|           |           |            |
| Carta 46’ | Marcatori | 15’ Bretti |

| Arbitro: | Lo Bello (Siracusa) |

|                                     |           |                        |
| Baccalini 26’ (rig.) Cappa 70’, 81’ | Marcatori | 58’ Bredesen 74’ Magli |

| Arbitro: | Famulari (Messina) |

|  |           |           |
|  | Marcatori | 42’ Borri |

| Arbitro: | Maurelli (Roma) |

|  |           |                                    |
|  | Marcatori | 21’ Bretti 60’, 74’, 87’ Baccalini |

| Arbitro: | De Gregorio (Legnano) |

|                 |           |  |
| Bretti 35’, 48’ | Marcatori |  |

| Arbitro: | Grillo (Napoli) |

|              |           |  |
| Pistacchi 3’ | Marcatori |  |

| Arbitro: | Lo Bello (Siracusa) |

|  |           |                             |
|  | Marcatori | 15’ (aut.) Grani 74’ Vitali |

| Arbitro: | Coppa (Mariano Comense) |

|                              |           |            |
| Buzzin 25’ Larini 80’ (rig.) | Marcatori | 41’ Bretti |

| Arbitro: | Bartolomei (Roma) |

|                                          |           |            |
| Novelli 9’ Cancellieri 20’ Baccalini 66’ | Marcatori | 73’ Parodi |

| Como 12 maggio 1956                                             | Como      | 2 – 0 | Bari | Stadio Giuseppe Sinigaglia |
| \| \| \| \| \| Mazzoni 8’ (aut.) Santoni 84’ \| Marcatori \| \| |           |       |      |                            |
|                                                                 |           |       |      |                            |
| Mazzoni 8’ (aut.) Santoni 84’                                   | Marcatori |       |      |                            |

| Arbitro: | Rebuffo (Milano) |

|               |           |           |
| Baccalini 82’ | Marcatori | 15’ Grisa |

| Bari 26 maggio 1956                                                   | Bari      | 1 – 2                    | Cagliari | Stadio della Vittoria |
| \| \| \| \| \| Bretti 78’ \| Marcatori \| 75’ Mezzalira 85’ Letari \| |           |                          |          |                       |
|                                                                       |           |                          |          |                       |
| Bretti 78’                                                            | Marcatori | 75’ Mezzalira 85’ Letari |          |                       |

| Arbitro: | Rebuffo (Milano) |

|                 |           |               |
| Erba 55’ (rig.) | Marcatori | 82’ Baccalini |

| Arbitro: | Smorto (Reggio Calabria) |

|             |           |                  |
| Fontana 33’ | Marcatori | 44’, 56’ Novelli |

## Statistiche

### Statistiche di squadra
| Competizione | Punti | In casa | In casa | In casa | In casa | In casa | In casa | In trasferta | In trasferta | In trasferta | In trasferta | In trasferta | In trasferta | Totale | Totale | Totale | Totale | Totale | Totale | DR |
| Competizione | Punti | G       | V       | N       | P       | Gf      | Gs      | G            | V            | N            | P            | Gf           | Gs           | G      | V      | N      | P      | Gf     | Gs     | DR |
| ------------ | ----- | ------- | ------- | ------- | ------- | ------- | ------- | ------------ | ------------ | ------------ | ------------ | ------------ | ------------ | ------ | ------ | ------ | ------ | ------ | ------ | -- |
| Serie B      | 31    | 17      | 9       | 1       | 7       | 27      | 21      | 17           | 4            | 4            | 9            | 18           | 23           | 34     | 13     | 5      | 16     | 45     | 44     | +1 |

### Statistiche dei giocatori[2]
| Giocatore        | Serie B  | Serie B |
| Giocatore        | Presenze | Reti    |
| ---------------- | -------- | ------- |
| E. Baccalini     | 34       | 15      |
| E. Bertoni (III) | 13       | 2       |
| L. Bretti        | 33       | 14      |
| E. Buttarelli    | 4        | -?      |
| A. Cancellieri   | 15       | 1       |
| L. Cappa         | 28       | 5       |
| R. Dalla Libera  | 2        | 0       |
| R. Farinelli     | 12       | 0       |
| L. Filiput       | 2        | 0       |
| L. Gariboldi     | 31       | 1       |
| E. Grani         | 29       | 0       |
| G. Logaglio      | 5        | 2       |
| L. Macchi        | 34       | 0       |
| T. Maestrelli    | 13       | 0       |
| M. Mazzoni       | 34       | 0       |
| A. Novelli       | 17       | 4       |
| N. Orlandi       | 30       | -?      |
| G. Piziolo       | 6        | 0       |
| E. Rigonat       | 1        | 0       |
| G. Romano        | 31       | 0       |